# 29491 Pfaff
29491 Pfaff este un asteroid din centura principală de asteroizi.

## Descriere
29491 Pfaff este un asteroid din centura principală de asteroizi. A fost descoperit pe 23 noiembrie 1997 la Prescott (Arizona) de Paul G. Comba. El prezintă o orbită caracterizată de o semiaxă mare de 2,63 ua, o excentricitate de 0,08 și o înclinație de 2,4° în raport cu ecliptica.